# When Magoo Flew
Pour plus de détails, voir Fiche technique et Distribution.
When Magoo Flew est un film d'animation américain réalisé par Pete Burness et sorti en 1954.
Il a remporté l'Oscar du meilleur court métrage d'animation en 1955.

## Fiche technique
- Réalisation : Pete Burness
- Scénario : Barbara Hammer et Tedd Pierce
- Producteur : Stephen Bosustow
- Animation : Rudy Larriva, Tom McDonald et Cecil Surry
- Société de production : UPA
- Musique : Hoyt Curtin
- Durée : 6 minutes
- Date de sortie : 1954 ( États-Unis)

## Distribution
- Jim Backus : Mr Magoo

## Distinctions
- 1955 : Oscar du meilleur court métrage d'animation[1]